# 博馬德里

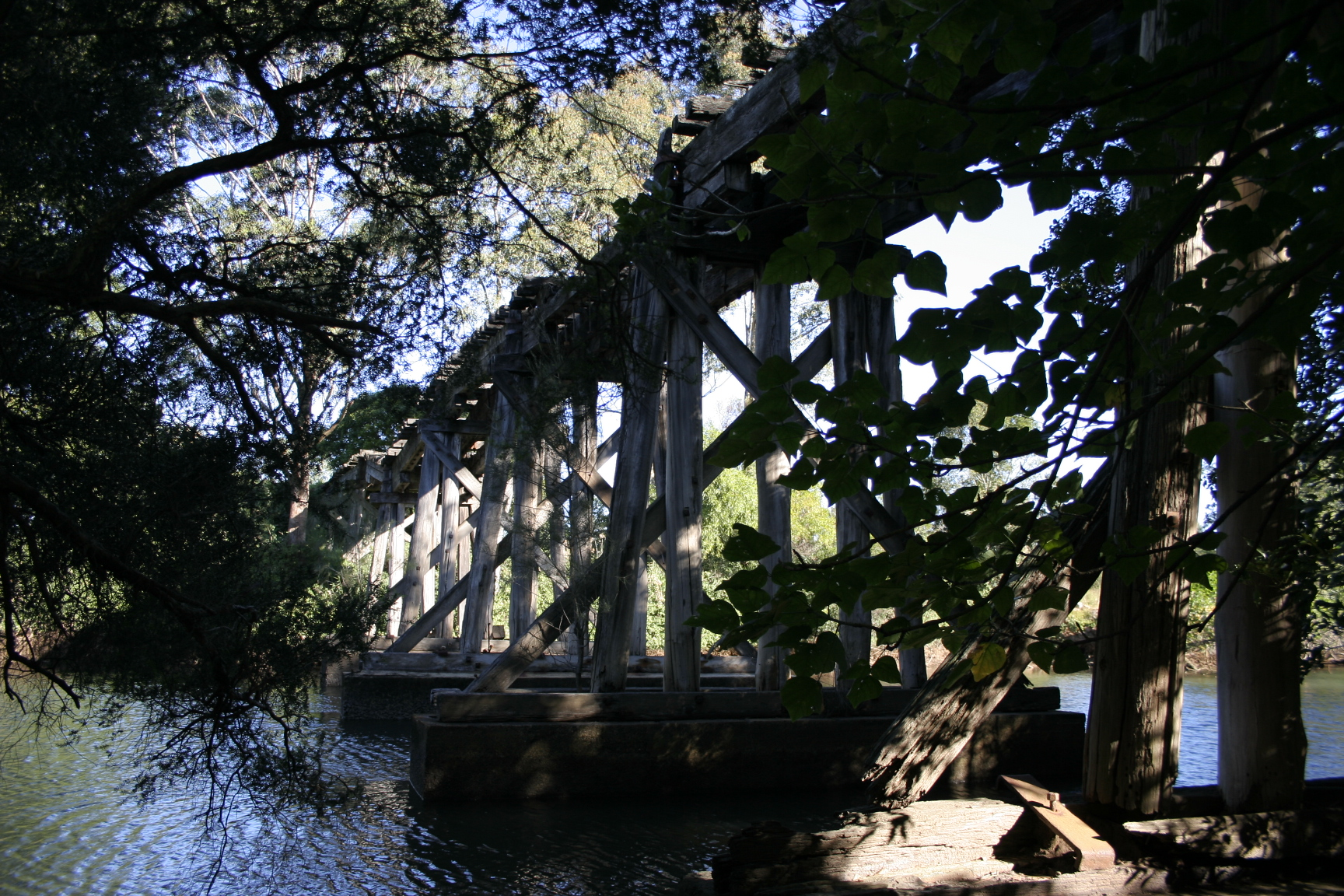
博馬德里鐵路一景

博馬德里（Bomaderry）是座位於澳大利亞新南威爾斯州悉尼之南的小鎮，生活上依附於鄰近城鎮諾拉（Nowra）；2007年，地區總人口有92,880。

## 外部連結
- 博馬德里社區入口網站 （页面存档备份，存于）

34°50′54″S 150°37′04″E / 34.8483°S 150.6178°E